# 227151 Desargues
227151 Desargues è un asteroide della fascia principale. Scoperto nel 2005, presenta un'orbita caratterizzata da un semiasse maggiore pari a 2,3659594 au e da un'eccentricità di 0,1914110, inclinata di 0,55417° rispetto all'eclittica.
L'asteroide è dedicato al matametico francese Girard Desargues.